# غومر (ميزوري)
غومر هي واحدة من اثني عشر بلدة في مقاطعة كالدويل التابعة لولاية ميزوري في الولايات المتحدة الأمريكية. حسب تعداد الولايات المتحدة 2000، كان عدد سكانها 298 نسمة.
تأسست في عام 1869، وسميت غومر وهو اسم قديم بديل لاسم نيتليتون.

## الجغرافيا
تغطي بلدة غومر مساحة تقدر ب 36.28 ميل مربع (94.0 كـم2) ولا تحتوي على مستوطنات مدمجة.